# Meryem Boz
Meryem Boz, född 3 februari 1988 i Eskişehir, Turkiet, är en volleybollspelare (spiker).
Boz karriär började 2005 i İlbank GSK, där hon stannade i fem säsonger. Säsongen 2010–11 flyttade hon till Polen för att spela med Atom Trefl Sopot i Liga Siatkówki Kobiet. Redan nästa säsong återvände hon till Turkiet för att spela för İlbank. Till säsongen 2012–13 gick hon över till Fenerbahçe SK, medan hon året därpå spelade i Halkbank SK. Säsongen 2014–15 spelade hon med Bursa BBSK. Med klubben vann hon CEV Challenge Cup, där hon själv utsågs till bästa spelare. Följande säsong spelade hon med Nilüfer BSK.
Säsongen 2016–17 anlände hon till nyuppflyttade Seramiksan SK från Turgutlu och spelade med dem under två år. Därefter spelade hon 2018–19 för Galatasaray SK och sedan de följande två åren i Aydın BBSK. Säsongen 2021–22 spelade hon med Vakıfbank SK.
Sommaren 2009 debuterade hon i landslaget och tävlade också i EM, medan hon ett år senare tog sin första medalj, brons vid European Volleyball League. Hon vann senare silvermedalj vid European League 2015, bronsmedalj vid EM 2017 och silvermedalj i Volleyball Nations League 2018, följt av ytterligare ett silver vid EM 2019. 2021 vann hon bronsmedaljen i Volleyball Nations League och vid EM.